# Eduardo del Llano
Eduardo del Llano Rodríguez (Moscú, 1962) es un escritor, profesor universitario, guionista y director de cine cubano.
Licenciado en Historia del Arte en la Universidad de La Habana en 1985, durante la década de 1980 estuvo integrado en el grupo teatral y literario NOS-Y-OTROS. Se formó con Jorge Goldenberg, Tom Abrams y Walter Bernstein en la elaboración de guiones cinematográficos, al tiempo que desarrollaba su labor como profesor en la Facultad de Artes y Letras de la Universidad de La Habana.

## Guionista
En su faceta de guionista cinematográfico, destacan:
- Alicia en el pueblo de maravillas de Daniel Díaz Torres (Coguionista, 1991).
- Kleines Tropicana de Daniel Díaz Torres (Coguionista, 1997).
- La vida es silbar de Fernando Pérez (Coguionista, 1998).
- Hacerse el sueco de Daniel Díaz Torres (Coguionista, 2000).
- ¿Dalí Salvador? de Fernando Timossi (Coguionista, 2001).
- Perfecto amor equivocado de Gerardo Chijona (Coguionista, 2004)
- Madrigal, de Fernando Pérez (Coguionista, 2006).
- Óscar. Una pasión surrealista de Lucas Fernández (Coguionista, 2008)
- La película de Ana de Daniel Díaz Torres (Coguionista, 2012).

## Cine
Serie de cortometrajes de Nicanor O'Donnell
- Monte Rouge (2004)
- High Tech (2005)
- Photoshop (2006)
- Homo Sapiens (2006)
- Intermezzo (2008)
- Brainstorm (2009)
- Pas de Quatre (2009)
- Aché (2010)
- Pravda (2010)
- Exit (2011)
- Arte (2015)
- Épica (2015)
- Dominó (2017)
- Rállame la zanahoria (2018)
- Dos veteranos (2019)
- La campaña (2021)

Otros trabajos audiovisuales
- GNYO (documental, 2009)
- Cubanos en primer plano: Sidra Casanova (cortometraje de ficción, 2009)
- Democrac (cortometraje de ficción, 2011)
- Vinci (largometraje de ficción, 2011)
- La verdad sobre el G2 (cortometraje de ficción, 2012)
- Peña (documental, 2012)
- Casting (mediometraje de ficción, 2013)
- Omega 3 (largometraje de ficción, 2014)
- No somos nada (cortometraje de ficción, 2014)
- Stones pa' ti (documental, 2016)
- La leyenda de los abominables hombres de confianza (mediometraje de ficción, 2016)

## Obra Literaria
1. Aventuras del caballero del Miembro Encogido (novela, en colaboración con NOS-Y-OTROS) editorial Abril, 1993.
2. Los doce apóstatas (novela) editorial Letras Cubanas, 1994.
3. Basura y otros desperdicios (cuento, en colaboración con Luis Felipe Calvo) editorial Letras Cubanas, 1994.
4. Virus (novela, en colaboración con Luis Felipe Calvo) editorial Abril, 1994.
5. Cuentos de relaxo I y II (cuento, en colaboración con NOS-Y-OTROS) editorial Abril, 1992.
6. Nostalgia de la babosa (poesía) editorial Abril, 1993.
7. El elefantico verde (cuentos y fábulas para niños) editorial Abril, 1993.
8. Criminales (cuentos de ciencia ficción) editorial Abril, 1994.
9. La clessidra di Nicanor (novela) editorial Giunti, Firenze, Italia, 1997.
10. El beso y el plan (cuento) editorial Letras Cubanas, 1997.
11. Obstáculo (novela) editorial Letras Cubanas, 1997.
12. Un libro sucio (cuento, en colaboración con Luis Felipe Calvo) editorial Capiro, Santa Clara, 1998.
13. Cabeza de ratón (cuento) editorial Abril, 1998.
14. Los viajes de Nicanor (cuento) editorial Extramuros, La Habana, 2000.
15. Die kubanische Filmkomödie (compilador, coeditor y autor de uno de los ensayos) Studien  Verlag, Innsbruck, Austria, 2001.
16. Tres (novela) colección La Novela, editorial Letras Cubanas, 2002. Reeditada como Drei por Skarabaeus Verlag, Innsbruck, Austria, 2007.
17. Todo por un dólar (cuento) serie Miniletras de la editorial H. Kliczkowski, Madrid, España, 2006.
18. El universo de al lado (novela) editorial Salto de Página, Madrid, España, 2007.
19. Unplugged (cuento) editorial Gran Via, Milán, Italia, 2008.
20. Sex Machine (cuento) colección El Cuento, editorial Letras Cubanas, 2009.
21. Anodino y la lámpara maravillosa (teatro, en composición de NOS-Y-OTROS) editorial Alarcos, 2010.
22. Herejía (cuento) editorial Capiro, Santa Clara, 2012.
23. Cuarentena (novela) editorial Letras Cubanas, 2012.
24. Ocio y medio (novela) ediciones Isla de Libros, Bogotá, Colombia, 2013.
25. Bonsai (novela) Ediciones Unión, 2014.
26. Omega 3 (cuento) editorial Letras Cubanas, 2016.
27. La calle de la comedia (novela) editorial Guantanamera, Sevilla, España, 2016.
28. El enemigo (novela) 2019 Premio Alejo Carpentier

## Premios
Ha obtenido los premios literarios de la editorial Abril en 1988 y 1992; Premio Italo Calvino en 1996 y el Premio de Cuento 1998 de la revista Revolución y Cultura. 2012: Premio Coral Mejor Guion del Festival Internacional del Nuevo Cine Latinoamericano de La Habana por La película de Ana (con Daniel Díaz Torres).